# HASTORY
HASTORY（ハストリー）は、FM-FUJIで毎週日曜日に放送していたラジオ番組。エフエム富士東京支社STUDIO ViViDから生放送していた。

## 概要
「HASTORY」とは、“HER STORY”を略した造語である。元々は、「SUNDAY IN THE PARK（サンデー・イン・ザ・パーク）」内のレギュラーコーナーとして2011年10月9日からスタート。2012年4月1日から番組として独立。同世代の歌手MAAとヴァイオリニスト末延麻裕子が、2人でファッションと音楽をテーマに新たな歴史を作っていこう」というコンセプトで放送している。放送は2012年9月30日で終了。

## パーソナリティ
- MAA
- 末延麻裕子